# درق
درق (بالفارسية: درق) هي مدينة تقع في إيران في خراسان شمالي. يقدر عدد سكانها بـ 4,594 نسمة .